# Heo Ji-won
Heo Ji-won (hangul: 허지원 (); Seúl, 4 de septiembre de 2000), también conocida monónimamente como Jiwon, es una cantante y actriz surcoreana. Ella es exmiembro del grupo femenino surcoreano Cherry Bullet.

## Biografía y carrera

### 2000-2017: Primeros años de vida y actividades predebut
Heo nació el 4 de septiembre de 2000 en Seúl, Corea del Sur. En 2011, participó en la primera temporada de K-pop Star. Sin embargo, fue eliminada durante las audiciones. Apareció en varios videos musicales durante su período de formación y prácticas en Nega Network. El 24 de agosto de 2017, fue seleccionada como modelo exclusiva de los uniformes escolares SMART, junto con su compañera de FNC Entertainment Choi Yu-ju.

### 2019-presente: debut con Cherry Bullet, debut actoral,Girls Planet 999yQueendom Puzzle
Heo fue presentada como miembro de un nuevo grupo femenino a través del reality show de Mnet Insider Channel Cherry Bullet. El grupo debutó con un álbum sencillo, Let's Play Cherry Bullet, el 21 de enero de 2019. Heo hizo su debut actoral en una serie web romántica Heart Way, que se estrenó el 30 de noviembre de 2021. El 7 de julio, participó en el reality show de supervivencia Girls Planet 999 de Mnet. El 24 de septiembre, fue eliminada en el episodio 8.
El 26 de octubre de 2022, Heo protagonizó una serie web juvenil llamada Disarming Romance. El 14 de febrero de 2023, Heo protagonizó la película de suspenso y misterio Cornell's Box. El 19 de mayo de 2023, participó en el reality show de Mnet Queendom Puzzle. Sin embargo, fue eliminada en el episodio 10, quedando en el puesto 15. El 20 de septiembre de 2023, Heo se unió a la serie web de Lifetime Love Andante.
El 22 de abril de 2024, la agencia confirmó que Heo decidió no renovar su contrato y el grupo se disolvió oficialmente. El 13 de septiembre de 2024, se anunció que Heo protagonizará el cortometraje The Moment I Become You, cuyo estreno está previsto para 2025.

## Filmografía

### Películas
| Año  | Título                      | Papel     | Notas           | Ref.          |
| ---- | --------------------------- | --------- | --------------- | ------------- |
| 2022 | Midnight Horror: Six Nights | Soo-young | Segmento: Order | [ 17 ]        |
| 2023 | Cornell's Box               | Yoo-rim   |                 | [ 12 ] [ 18 ] |
| 2025 | The Moment I Become You     | Eun-jung  | Cortometraje    | [ 16 ]        |

### Series web
| Año  | Título             | Papel                   | Notas               | Ref.   |
| ---- | ------------------ | ----------------------- | ------------------- | ------ |
| 2021 | replay: The Moment | Empleada de restaurante | Cameo (episodio 10) | [ 19 ] |
| 2021 | Heart Way          | Han Ji-an               |                     | [ 8 ]  |
| 2022 | Disarming Romance  | Kim Ha-na               |                     | [ 20 ] |
| 2024 | Love Andante       | Kim Joo Hee             |                     | [ 14 ] |

### Programas de televisión
| Año  | Título           | Papel       | Notas                                   | Ref.   |
| ---- | ---------------- | ----------- | --------------------------------------- | ------ |
| 2021 | Girls Planet 999 | Concursante | Eliminada en segunda ronda eliminatoria | [ 9 ]  |
| 2023 | Queendom Puzzle  | Concursante | Terminó 15º                             | [ 13 ] |

### Programas web
| Año       | Título                        | Papel               | Ref.  |
| --------- | ----------------------------- | ------------------- | ----- |
| 2018-2019 | Insider Channel Cherry Bullet | Miembro del reparto | [ 6 ] |

### Apariciones en videos musicales
| Año  | Título de la canción     | Artista             | Ref.   |
| ---- | ------------------------ | ------------------- | ------ |
| 2012 | "Reminiscence"           | Super Junior-K.R.Y. | [ 4 ]  |
| 2012 | "White Love"             | Starship Planet     | [ 4 ]  |
| 2018 | "Let's go see the stars" | Park Bo-gum         | [ 21 ] |